# Вернон Вали (Њу Џерзи)
Вернон Вали (енгл. Vernon Valley) насељено је место без административног статуса у америчкој савезној држави Њу Џерзи.

## Демографија
По попису из 2010. године број становника је 1.626, што је 111 (-6,4%) становника мање него 2000. године.
| Група             | 2000.         | 2010.         |
| Белци             | 1.644 (94,6%) | 1.499 (92,2%) |
| Афроамериканци    | 11 (0,6%)     | 4 (0,2%)      |
| Азијати           | 18 (1,0%)     | 20 (1,2%)     |
| Хиспаноамериканци | 52 (3,0%)     | 79 (4,9%)     |
| Укупно            | 1.737         | 1.626         |